# Trachea viridisparsa
Trachea viridisparsa är en fjärilsart som beskrevs av François Louis Nompar de Caumont de Laporte 1972. Trachea viridisparsa ingår i släktet Trachea och familjen nattflyn. Inga underarter finns listade i Catalogue of Life.